# Ernst Hällgren
Ernst Viktor Hällgren, född 15 december 1889 i Stockholm, död 6 december 1944 i Ludvika, var en svensk grafiker.
Ernst Hällgren studerade 1908-12 vid Konsthögskolan, där han erhöll hertigliga medaljen. Han studerade också vid Axel Tallbergs etsningsskola och gjorde sedan studieresor till England, Tyskland och Frankrike.
Ernst Hällgren deltog i Grafiska sällskapets retrospektiva utställning på Konstakademien 1911-1912, "Svensk grafisk konst" på Valand, Göteborg 1912, Baltiska utställningen i Malmö 1914, Grafiska sällskapets utställning i Stockholm 1916, Svenska konstutställningen på Charlottenborg, Köpenhamn, 1916 "Svensk grafik" på Konstakademien 1919, "Svensk konst" på Valand-Chalmers, Göteborg,1923, i Grafiska sällskapets utställningar på skilda orter samt med Sveriges allmänna konstförening 1910, 1911 och 1914. Han erhöll 1913 Beskowska stipendiet. 
Ernst Hällgren, som enligt Tallberg, var en mycket duktig, om även en smula ojämn, etsare, gjorde sig känd som en skicklig tekniker. Hans grafiska produktion omfattar skilda motiv som landskap, gatubilder, arkitektur, figurscener och porträtt, övervägande utförda i linjemaner. 
Ernst Hällgren utgav 1918 Från Göteborg. Tio etsningar och Från Stockholms gator och gränder. Åtta etsningar. Han har även utfört målningar, bl.a. porträtt, samt teckningar. 
Ernst Hällgren finns representerad i Kungl. biblioteket och (med omkring 15 gravyrer) i Nationalmuseum samt i Kalmar konstmuseum Han var medlem av Royal Society of Painter-Etchers and Engravers i London.